# ONE: Lights Out
ONE: Lights Out fue un evento de deportes de combate producido por ONE Championship llevado a cabo el 11 de marzo de 2022, en el Singapore Indoor Stadium en Kallang, Singapur.

## Historia
Una pelea por el Campeonato Mundial de Peso Pluma de ONE entre el campeón Thanh Le y el retador titular Garry Tonon encabezó el evento.
Otra pelea entre el Campeón Mundial de Peso Gallo de ONE Bibiano Fernandes y el retador John Lineker sirvió como evento coprincipal.
El Campeón de Muay Thai de Peso Paja de ONE Prajanchai PK.Saenchai estaba programado para hacer la primera defensa de su título contra el contendiente #3 Joseph Lasiri. Sin embargo, Lasiri se retiró de la pelea por una lesión ocurrida durante el entrenamiento, y la pelea fue trasladada a ONE 157
Kirill Gorobets hizo su debut en la promoción contra el ex-campeón mundial de dos divisiones de ONE Martin Nguyen.

## Resultados
1. ↑  Por el Campeonato Mundial de Peso Pluma de ONE.
2. ↑  Por el Campeonato Mundial de Peso Gallo de ONE.
3. ↑  Londt no dio el peso (273 lbs).

## Bonificaciones
Los siguientes peleadore recibieron bonos de $50.000.
- Actuación de la Noche: Thanh Le, John Lineker, Zhang Peimain, Iman Barlow y Liam Nolan